# 신참자
《신참자》(일본어: 新参者)는 히가시노 게이고의 추리 소설과 그것을 원작으로 하는 텔레비전 드라마로, 가가 형사 시리즈의 8번째 작품이다. 단행본은 2009년 고단샤에서 발매되었다.
일본의 주요 미스터리 랭킹인 〈이 미스터리가 대단해! 2010〉, 〈주간 문춘 미스터리 베스트 10〉에서 1위를 차지하였다.

## 텔레비전 드라마
텔레비전 드라마는 동명의 소설을 원작으로 2010년 4월 18일부터 같은 해 6월 20일까지 TBS의 일요극장 시간대에 방송되었다. 주연은 아베 히로시로, 같은 방송사의 연속 드라마 주연은 《드래곤 사쿠라》이래가 된다. 또, 구로키 메이사와 무카이 오사무, 미조바타 준페이는 TBS의 연속 드라마에 첫 출연이다. 오프닝이나 엔딩의 내레이션은 구로키 메이사가 맡았다. 첫화는 21:00 - 22:14까지 20분, 최종화는 21:00 - 22:09까지 15분 확대 방송됐다.
2011년 1월 3일에는 속편인 붉은 손가락을 원작으로 한 《붉은 손가락: 신참자 가가 교이치로가 다시 한 번!》이 방송됐다.

### 등장 인물
- 가가 교이치로 : 아베 히로시

니혼바시 경찰서에 새로 부임해 온 형사.
- 아오야마 아미 : 구로키 메이사

닌교초의 타운지 '돌 타운'의 편집부 기자. 가가와는 같은 대학 다도부 출신으로, 가가의 과거를 아는 유일한 인물이다.
- 마쓰미야 슈헤이 : 미조바타 준페이

가가와 함께 니혼바시 여성 살인 사건을 맡게 되는, 경시청 수사 1과의 젊은 캐리어 형사.
- 기요세 고키 : 무카이 오사무

연극에 매료되어 대학을 중퇴해, 현재는 아사쿠사바시에서 연인과 동거 중이다. 모친의 죽음으로 강한 충격을 받는다.
- 고지마 이치도 : 기무라 유이치
- 우에스기 히로시 : 이즈미야 시게루
- 기시다 요사쿠 : 사사노 다카시

세무사. 기요세 나오히로의 대학 선배로, 나오히로 회사의 재무 전반을 맡고 있다.
- 미쓰이 기요코 : 하라다 미에코
- 기요세 나오히로 : 미우라 도모카즈
- 미야모토 유리 : 마이코

기요세 나오히로의 비서.
- 구사카리 다미요

### 특별 출연
제1장
- 가미카와 사토코 (후미타카의 어머니) : 이치하라 에쓰코
- 가미카와 나호 (사토코의 손녀) : 안
- 가미카와 후미타카　(센베가게 아마카라의 주인) : 고바야시 다카시
- 다쿠라 신이치 : 가가와 데루유키

제2장
- 에다가와 다이지 : 데라지마 스스무
- 에다가와 유리코 : 나쓰카와 유이
- 사사키 슈헤이 : 이시구로 히데오

- 데라다 겐이치 : 하라다 요시오
- 미쓰오카 : 메구미 도시아키
- 기타무라 미유키 : 곤노 마히루
- 기시다 가쓰야 : 하야미 모코미치

### 게스트
- 산리오 샵의 점원 - 오구라 유코 (3화)
- 극단 아타케의 연출가 - 가시와바라 슈지 (5화, 최종화)
- 코지 타치바나 (영상 작가, 요시오카 타미코의 약혼자) - 다니하라 쇼스케 (6화)
- 청년기의 기요세 나오히로 - 와다 마사토
- 기시다 레이코 (기시다 가쓰야의 아내) - 김지순
- 사가와 - 미노몬타

### 제작진
- 기획 : 나스다 준
- 프로듀서 : 이요다 히데노리, 나카이 요시히코
- 각본 : 마노 가쓰나리, 마키노 게이스케
- 음악 : 간노 유고, 시다 히로히데
- 연출 : 야마무로 다이스케, 히라노 슌이치, 한 테쓰, 이시이 야스하루
- 제작 : TBS

### 주제가
- 야마시타 다쓰로: 〈마치모노가타리〉

### 시청률
| 각화                                              | 방송일          | 부제(일본어)   | 부제(풀이)         | 연출              | 시청률 |
| ------------------------------------------------- | --------------- | -------------- | ------------------ | ----------------- | ------ |
| 제1장                                             | 2010년 4월 18일 | 煎餅屋の娘     | 센베이 가게의 딸   | 야마무로 다이스케 | 21.0%  |
| 제2장                                             | 2010년 4월 25일 | 料亭の小僧     | 음식점의 애송이    | 히라노 슌이치     | 15.1%  |
| 제3장                                             | 2010년 5월 2일  | 瀬戸物屋の嫁   | 도자기 가게의 신부 | 한 테츠           | 13.3%  |
| 제4장                                             | 2010년 5월 9일  | 時計屋の犬     | 시곗방의 개        | 야마무로 다이스케 | 14.7%  |
| 제5장                                             | 2010년 5월 16일 | 洋菓子屋の店員 | 베이커리 점원      | 히라노 슌이치     | 12.9%  |
| 제6장                                             | 2010년 5월 23일 | 翻訳家の友     | 번역가의 친구      | 한 테츠           | 14.1%  |
| 제7장                                             | 2010년 5월 30일 | 刑事の息子     | 형사의 아들        | 이시이 야스하루   | 12.8%  |
| 제8장                                             | 2010년 6월 6일  | 清掃会社の社長 | 청소 회사의 사장   | 야마무로 다이스케 | 12.7%  |
| 제9장                                             | 2010년 6월 13일 | 民芸品店の客   | 민예품점 손님      | 히라노 슌이치     | 14.7%  |
| 최종장                                            | 2010년 6월 20일 | 人形町の刑事   | 닌교초의 형사      | 야마무로 다이스케 | 18.0%  |
| 평균시청률 14.9%（간토 지방 비디오 리서치사 조사) |                 |                |                    |                   |        |